# 베를린 오버슈프레역
베를린 오버슈프레역(Bahnhof Berlin-Oberspree)은 베를린 트레프토쾨페니크구 쾨페니크에 있는 베를린 S반의 철도역이다. 오버슈프레슈트라세(Oberspreestraße)와 쇠네바이데-슈핀들러스펠트 지선이 만나는 지점에 역이 설치되어 있다. 노선 개통 당시에 역이 영업을 시작했다.
역 개업 초기에는 교행이 가능하도록 선로가 2선이 설치되어 있었다. 역 대합실은 선로와 평행한 방향으로 브루노뷔르겔베크(Bruno-Bürgel-Weg, 1951년까지는 제단슈트라세(Sedanstraße))에 설치되어 있었다. 승강장의 차장실 건물에는 Osp 신호소가 설치되어 있었다.
1970년에 대합실 건물이 철거되었다. 1973년에 구내 선로 중 1선이 철거되었으며 이에 따라 교행이 불가능하게 되었고 최소 배차 간격도 증가했다. 제10차 세계청년학생축전이 열렸던 1973년에 교행 선로가 마지막으로 사용되었다. 교행 선로 철거 이후에는 쇠네바이데역 진입 직전이나 슈핀들러스펠트역의 화물선인 9번선에서만 교행이 가능하게 되었다. 1976년에는 과거 선로 노반 위로 새로운 출입구가 설치되었다가, 1984년 9월에 철거되었다. 1997년 12월에는 철제 보행자교가 재건축되었다.

## 인접 정차역
| 베를린 S반                     | 베를린 S반 | 베를린 S반          |
| ------------------------------ | ---------- | ------------------- |
| 쇠네바이데 헤르만슈트라세 방면 | S47        | 슈핀들러스펠트 방면 |

## 참고 문헌
- Bernhard Strowitzki (2004). 《S-Bahn Berlin. Geschichte(n) für unterwegs》 (독일어). Berlin: Verlag GVE. ISBN 3-89218-073-3.